# 中国2010年上海世界博览会斯洛文尼亚馆
中国2010年上海世界博览会斯洛文尼亚馆是2010年上海世博会上代表斯洛文尼亚的展馆，位于世博园区C片区。斯洛文尼亚馆的主题是“打开着的书”。
斯洛文尼亚馆外部造型类似一个书架，内部则有八本巨书，与中国文化中的八仙相呼应。展馆内展示的内容涉及斯洛文尼亚的各方面，其中包括了斯洛文尼亚西南部喀斯特（喀斯特地貌这一名称的来源地）的世界第二大溶洞波斯托伊那溶洞（Postojna Cave）中的“人鱼”。